# Raguvėlė
Raguvėlė (ryska: Рагувеле) är en ort i Litauen. Den ligger i den centrala delen av landet, 120 km norr om huvudstaden Vilnius. Raguvėlė ligger 79 meter över havet och antalet invånare är 398.
Terrängen runt Raguvėlė är mycket platt, och sluttar västerut. Runt Raguvėlė är det glesbefolkat, med 20 invånare per kvadratkilometer. Närmaste större samhälle är Miežiškiai, 8,6 km väster om Raguvėlė. Omgivningarna runt Raguvėlė är en mosaik av jordbruksmark och naturlig växtlighet.